# Poste de péage et de pesage d’Èkpè
Pour un article plus général, voir Péages et pesages au Bénin.
Le Poste de péage et de pesage d’Ekpè est une infrastructure routière du réseau routier national du Bénin.

## Histoire
Le poste est créé en 2003 par le gouvernement du président Mathieu Kérékou pour assurer une récupération partielle des coûts auprès des usagers afin d’accroître les ressources du Fonds Routier.

### Localisation
Le poste de péage et de pesage d’Èkpè est situé sur la RNIE1 à l'Est de Cotonou.
| Cotonou Ekpè Porto-Novo |

Situé l'axe routier Cotonou-Porto-Novo dans la commune de Sèmè-Kpodji, il fait partie des 10 postes de péage et de pesage dont dispose le réseau routier béninois en 2020.

## Fonctionnement

### Concession
Confiées à des concessionnaires qui versent des redevances au fond routier dont on les redevances pour entretien routier, redevances additionnelles aux collectivités locales (localité d'implantation) et que les fonds de réserve destinés à financer les grosses réparations.

### Automatisation
Le mercredi 29 août 2018 en conseil des ministres, le gouvernement du président Patrice Talon, dans le cadre d’un projet de réhabilitation et de modernisation fait passer du mode manuel de gestion au mode de gestion automatisée sur l’ensemble des postes de péage-pesage existants afin d’optimiser, de sécuriser les recettes générées et de quantifier l’exhaustivité du trafic,.

### Tarifs
Un communiqué du ministère des infrastructures et des transports en date 29 juin 2018 présente les tarifs comme suit, : 
|                                               | Véhicules poids lourds ou hauteur supérieure ou égale à 2,5 mètres                                                                                                | Tarifs en FCFA |
| --------------------------------------------- | --- | --- |
|                                               | Par passage | 300 |
| Véhicules passant vides 500 FCAF/essieux soit | Véhicules à deux (02) essieux | 1000 |
| Véhicules passant vides 500 FCAF/essieux soit | Véhicules à trois (03) essieux | 1500 |
| Véhicules passant vides 500 FCAF/essieux soit | Véhicules à quatre (04) essieux | 2000 |
| Véhicules passant vides 500 FCAF/essieux soit | Véhicules à cinq (05) essieux et plus | 2500 |
| Véhicules chargés                             | Depuis la samedi 30 juin 2018, le montant à payer est déterminé est fonction du nombre d’essieux et du poids total roulant (poids à vide+ poids de la cargaison). | Depuis la samedi 30 juin 2018, le montant à payer est déterminé est fonction du nombre d’essieux et du poids total roulant (poids à vide+ poids de la cargaison). |

Ces tarifs ont été augmentés depuis la création de péage au Bénin.

## Galerie de photos

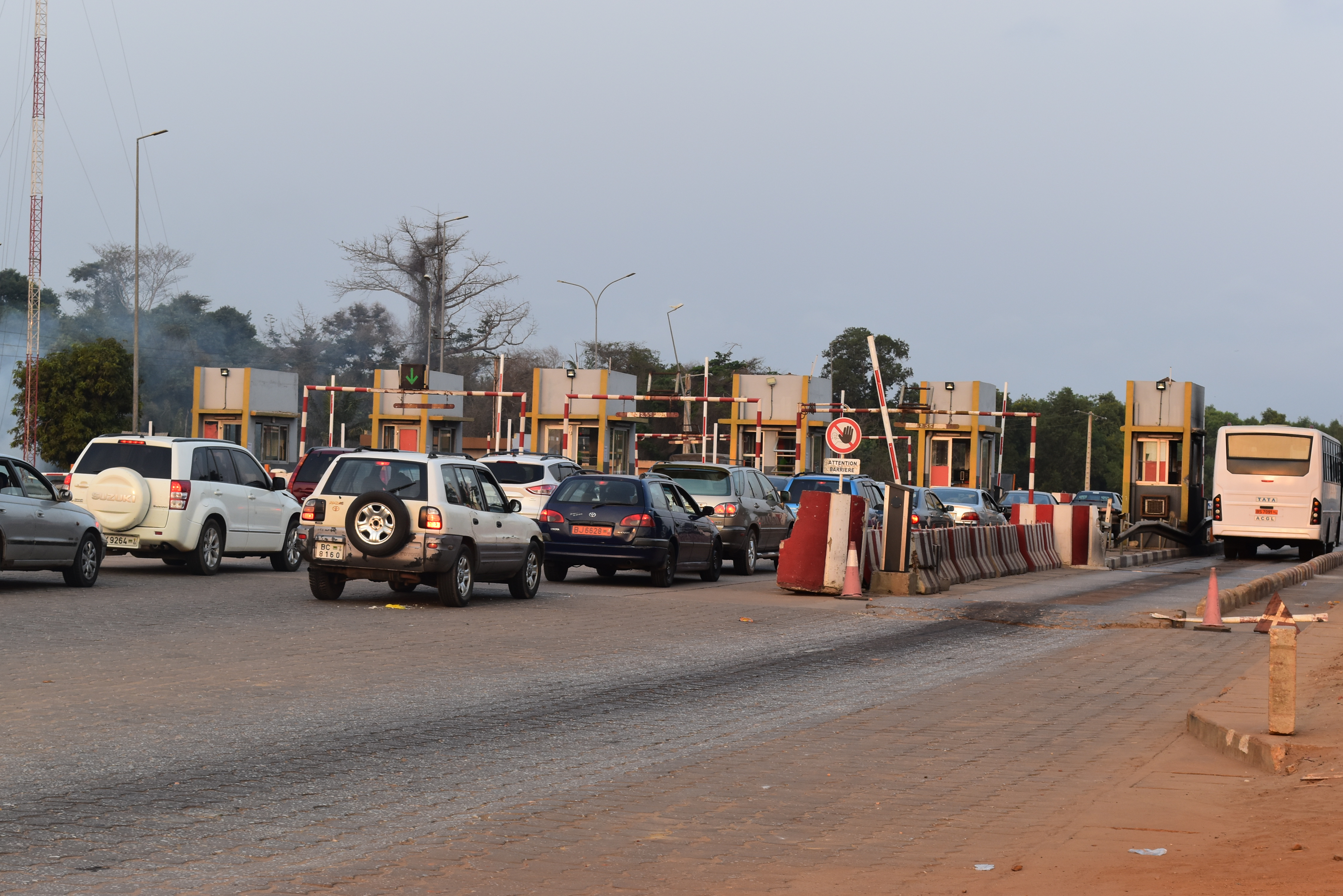
Pont péage d'Ahozon (Bénin)